# Radein

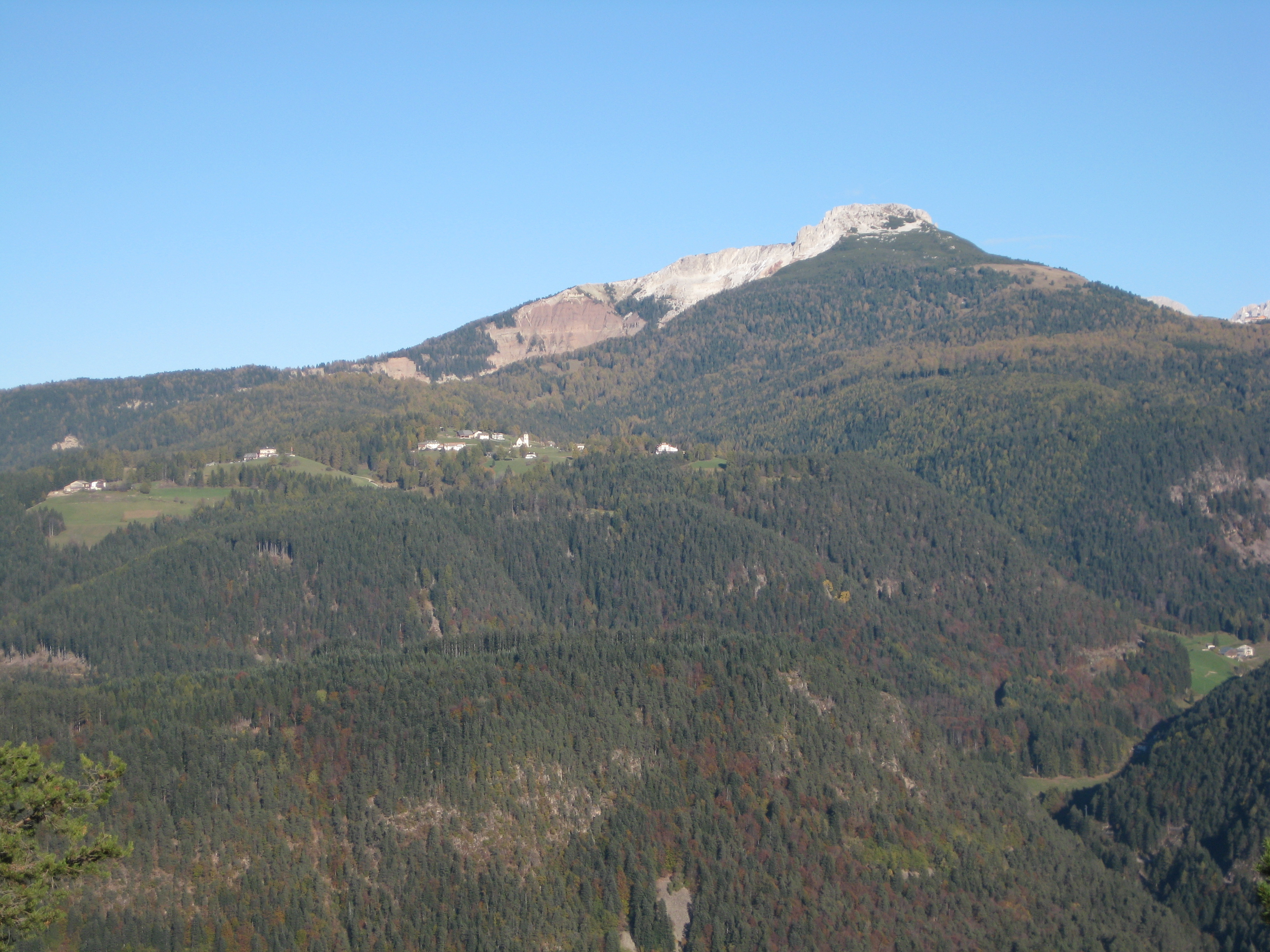
Radein vor dem Weißhorn, gesehen von Südwesten

Radein (italienisch Redagno) ist ein Dorf in Südtirol und eine Fraktion der Gemeinde Aldein. Die Ortschaft liegt – hoch über dem Unterland bzw. Etschtal im Süden Südtirols – auf dem Regglberg, ist jedoch vom Rest des Bergrückens durch die tiefe Schlucht des Bletterbachs abgeschnitten, wodurch sie vom übrigen Aldeiner Gemeindegebiet für den Kraftverkehr nur über Umwege erreichbar ist. Radein besteht aus drei Ortslagen: In Oberradein (1400–1600 m) befinden sich die Pfarrkirche zum Hl. Wolfgang und die deutschsprachige Grundschule; etwas tiefere Lagen nehmen die Gehöfte und Häusergruppen von Unterradein (1090–1250 m) ein; eine erst Ende des 20. Jahrhunderts entstandene Neusiedlung bildet Neuradein (1030–1040 m) an der SS 48 in Nachbarschaft zum Dorf Kaltenbrunn. Im Osten wird Radein von den markanten Zwillingsgipfeln Weißhorn (2317 m) und Schwarzhorn (2439 m) überragt, die durch den Gebirgssattel Jochgrimm (1989 m) voneinander getrennt sind.

## Geschichte
Der Ortsname ist in Tiroler landesfürstlichen Rechnungsbüchern erstmals um 1300 als Rodene bzw. Rundein bezeugt; 1310 begegnet in notariellen Aufzeichnungen die Form Rodena. Seit dem 14. Jahrhundert gehörte Radein, zusammen mit Aldein, politisch-administrativ zum Viertel Neumarkt des landesfürstlichen Gerichts Enn-Kaldiff. Kirchlich blieb Radein der St.-Peters-Kirche in Auer, der mittelalterlichen Großpfarre des linken Etschufers im Bozner Unterland (welche ihrerseits bis in die Neuzeit dem Kloster San Lorenzo in Trient inkorporiert war), zugeordnet. Die Ortskirche zum Hl. Wolfgang, dem Regensburger Patron, wurde um 1400 errichtet; aus dieser Zeit stammt der polygonale Chorabschluss, während das kreuzrippengewölbte Langhaus aus der Zeit um 1500 stammt. Die Martinskapelle in Unterradein wurde hingegen 1724 von Benedikt Franzelin gestiftet.